# Arnaldo Pambianco
Arnaldo Pambianco (Bertinoro, 16 agosto 1935 – Bertinoro, 6 luglio 2022) è stato un ciclista su strada italiano, professionista dal 1957 al 1966 e vincitore del Giro d'Italia 1961.

## Carriera

Arnaldo Pambianco scala il Passo dello Stelvio al Giro d'Italia 1961. Vincerà la corsa rosa.

Dopo i risultati in campo dilettantistico (fu settimo nella prova su strada ai Giochi olimpici di Melbourne nel 1956, vincitore del campionato italiano e secondo ai mondiali nel 1957) passò professionista nel 1958 e nei suoi primi anni di carriera svolse prevalentemente il ruolo di gregario per Ercole Baldini e Gastone Nencini; nonostante ciò, nel 1960 riuscì a piazzarsi settimo sia al Giro d'Italia sia al Tour de France.
Ritrovò quindi finalmente le qualità messe in luce tra i dilettanti e nel 1961 ottenne il risultato più importante della sua carriera, al Giro d'Italia del centenario dell'Unità. Dopo essere caduto una settimana prima nella tappa di Taranto e aver continuato con grande tenacia, Pambianco riuscì a entrare nella fuga della quattordicesima tappa, al termine della quale conquistò la maglia rosa con 24 secondi di vantaggio sul favorito e fino a quel momento leader della generale Jacques Anquetil. A dispetto dei pronostici e nonostante i ripetuti assalti dello stesso Anquetil, di Charly Gaul e di Rik Van Looy, riuscì a difendere il primato e lo suggellò con il secondo posto, dietro al solo Gaul, nella penultima frazione caratterizzata dalla scalata al Passo dello Stelvio e l'arrivo a Bormio. Giunse vittorioso a Milano pur non avendo vinto alcuna tappa.
Negli anni successivi, il bertinorese si comportò egregiamente anche in alcune corse in linea, come dimostrano il quinto posto ai mondiali del 1962 disputato a Salò (vinto da Jean Stablinski) e la vittoria nella Freccia del Brabante del 1964. Al Giro d'Italia invece non riuscì più a ripetere le prestazioni del 1961 e ottenne solo una vittoria di tappa nel 1963. Inoltre è del 1961 la canzone Viva Pambianco, a lui dedicata, nell'interpretazione dell'Orchestra Casadei.
Chiuse la carriera nel 1966 e, dopo una breve esperienza in ammiraglia alla Salvarani e alla Ariostea, si dedicò all'attività imprenditoriale.

## Palmarès
- 1957 (dilettanti)

Campionati italiani, Prova in linea dilettanti
- 1960 (Legnano, una vittoria)

Milano-Torino
- 1961 (Fides, una vittoria)

Classifica generale Giro d'Italia
- 1963 (Salvarani, due vittorie)

Classifica generale Giro di Sardegna
18ª tappa Giro d'Italia (Gorizia > Belluno/Nevegal)
- 1964 (Salvarani, una vittoria)

Freccia del Brabante

## Piazzamenti

### Grandi Giri
- Giro d'Italia

1958: 27º
1959: ritirato
1960: 7º
1961: vincitore
1962: ritirato
1963: 13º
1964: 13º
1965: 19º
1966: 35º
- Tour de France

1960: 7º
1962: 25º
1964: 21º
1965: 19º

### Classiche monumento
- Milano-Sanremo

1959: 100º
1960: 36º
1961: 63º
1962: ritirato
1963: ritirato
1964: 67º
1965: 28º
1966: 41º
- Giro delle Fiandre

1964: 37º
1966: ritirato
- Parigi-Roubaix

1965: 30º
- Giro di Lombardia

1959: 21º
1960: 75º
1961: 10º
1962: ritirato

### Competizioni mondiali
- Campionati del mondo

Reims 1958 - In linea: ritirato
Karl-Marx-Stadt 1960 - In linea: ritirato
Berna 1961 - In linea: 22º
Salò 1962 - In linea: 5º

## Cinema
Il regista forlivese Riccardo Salvetti ha dedicato a Pambianco il film-documentario Gabanì - Due volte campione.